# Frans G. Bengtsson
 Der er for få eller ingen kildehenvisninger i denne artikel, hvilket er et problem. Du kan hjælpe ved at angive troværdige kilder til de påstande, som fremføres i artiklen.

Frans G. Bengtsson, (født 4. oktober 1894 i Rössjöholm, død 19. december 1954 Ribbingsfors), var en svensk forfatter, lyriker og oversætter. Han er mest kendt for vikingetidsromanen Røde Orm.

## Biografi
Bengtsson blev født på Rössjöholm slot i Tåssjö ved Ängelholm i Skåne, hvor hans far var forvalter. Han begyndte på spredte studier ved Lunds Universitet, hvor han dog iflg. eget udsagn brugte det meste af tiden på at spille skak, en interesse han fastholdt livet igennem. En nyrelidelse tvang ham væk fra studierne i fem år, men i 1920 genoptog han dem og tog samme år en kandidateksamen (svarende til dansk cand.mag.). I studietiden omgikkes han en del forfattere og litteraturhistorikere.
I 1923 udgav Bengtsson sin første digtsamling Tärningekast, som blev vel modtaget af kritikken, hvilket ikke gjaldt den næste, Legenden om Babel. For at tjene penge måtte han påtage sig arbejde som oversætter af f.eks. Henry David Thoreaus Livet i skovene, John Miltons Det tabte paradis samt Rolandskvadet. Han skrev tillige avisartikler, hvoraf han i 1929 samlede nogen til en essay-samling,  Litteratörer och militärer.
Sin indledning til Livet i skovene brugte han i 1931 som afhandling, da han fik en licentiateksamen i litteraturhistorie og poetik. 1935-36 udgav han sin store biografi om Karl XII. Størst succes fik Bengtsson med de to bøger om Røde Orm, der udkom i 1941 hhv. 1945. De er senere ved læserafstemninger blevet kåret blandt de vigtigste svenske bøger i 1900-tallet.
Da Frans G. Bengtsson døde i 1954 efterlod han sig en bogsamling, der kan se på hans mindebibliotek i Gullspång.

## Værker oversat til dansk
| Dansk titel | Genre       | Oversætter            | År   | Originaltitel                                                                                          | År         | Forlag               | ISBN                                      |
| --- | ----------- | --------------------- | ---- | --- | ---------- | -------------------- | ----------------------------------------- |
| Røde Orm : søfarer i Vesterled, hjemme og i Østerled | roman       | Kjeld Elfelt          | 2007 | Röde Orm                                                                                               | 1941, 1945 | Lindhardt og Ringhof | ISBN 87-595-0902-3 ISBN 978-87-595-0902-9 |
| Det paradis som var engang | erindringer | Kjeld Elfelt          | 1954 | Den lustgård som jag minns                                                                             | 1953       | Jespersen og Pio     |                                           |
| Tre essays (Forsøg på en optimistisk betragtning Meditation over den gifte mands lykke - Skakspillere                                                          | essays      | Peder Hesselaa        | 1957 | |            | Hasselbalch          |                                           |
| En julehistorie fra Byzans | fortælling  | Kjeld Elfelt          | 1955 | |            | Jespersen og Pio     |                                           |
| Kunsten at lyve – og andre essays Hvordan Røde Orm blev til – Kunsten at lyve Visbys døde – Vanding til en myretue – Zaluekos Hvordan jeg blev skribent        | essays      |                       | 1994 | |            | Fisker & Schou       | ISBN 87-90057-08-2                        |
| De langhårede Merovinger og andet krigsfolk Sølvskjoldene – De langhårede Merovinger Robert Monro – Karl II – Sergent Bourgogne Wellington – Stonewall Jackson | essays      | Kjeld Elfelt (+ red.) | 1952 | Udvalgt fra De långhåriga Merovingerna - För nöjes skull Litteratörer och militärer - Skilversköldarna |            |                      |                                           |